# Diocesi di Sion (Asia)
La diocesi di Sion (in latino: Dioecesis Sionensis) è una sede soppressa del patriarcato di Costantinopoli e una sede titolare della Chiesa cattolica.

## Storia
Sion, la cui precisa localizzazione è ancora ignota, è un'antica sede vescovile della provincia romana di Asia nella diocesi civile omonima. Faceva parte del patriarcato di Costantinopoli ed era suffraganea dell'arcidiocesi di Efeso.
La sede è documentata nelle Notitiae Episcopatuum del patriarcato fino al XII secolo. Le Notitiae riportano il nome Sion (Σίων), città sconosciuta al Synecdemus di Ierocle, che invece ha il nome di Siai (Σίαι): è possibile che Sion sia il nominativo indeclinabile identico a quello dell'omonima città della Palestina; oppure il genitivo della città di Siai (o Sia). Secondo Destephen non si può escludere che il nome Sion sia il frutto di una confusione, sorta agli inizi dell'evangelizzazione dell'Asia Minore, con il toponimo biblico.
Sono sei i vescovi attribuiti a questa antica sede vescovile. Nestorio prese parte al concilio di Efeso nel 431. Basso partecipò al concilio di Efeso del 449, dove è segnalato solo nella prima sessione dell'8 agosto. Basilio non fu presente al concilio di Calcedonia del 451; tuttavia, nella solenne sessione del 25 ottobre, alla quale assistette anche l'imperatore Marciano, si fece rappresentare dal metropolita Stefano di Efeso, il quale firmò gli atti per Basilio tramite Esperio di Pitane. Giovanni figura tra i prelati presenti al concilio in Trullo nel 692. Filippo era assente al secondo concilio di Nicea nel 787, dove fu rappresentato dal presbitero Teognide. Niceta intervenne al sinodo convocato nel 1167 dal metropolita Nicola di Efeso per approvare e sottoscrivere il decreto dogmatico del concilio costantinopolitano dell'anno precedente.
Dal XVII secolo Sion è annoverata tra le sedi vescovili titolari della Chiesa cattolica, elevata semel pro semper al rango arcivescovile il 12 dicembre 1950 con la bolla Unius tantum di papa Pio XII. La sede è vacante dal 23 settembre 1968. L'ultimo arcivescovo titolare è stato Luis Alonso Muñoyerro, ordinario militare in Spagna.

## Cronotassi

### Vescovi greci
- Nestorio † (menzionato nel 431)
- Basso † (menzionato nel 449)
- Basilio † (menzionato nel 451)
- Giovanni † (menzionato nel 692)
- Filippo † (menzionato nel 787)
- Niceta † (menzionato nel 1167)

### Vescovi e arcivescovi titolari
- Francesco Carcan † (? deceduto)
- Benito Madueño y Ramos † (19 dicembre 1698 - 11 maggio 1739 deceduto)
- Dieudonné de Chaumont de Mareuil † (27 marzo 1765 - ?)
- Edmund Burke † (4 luglio 1817 - 29 novembre 1820 deceduto)
- Wilhelm Arnold Günther, O.Praem. † (23 giugno 1834 - 22 agosto 1843 deceduto)
- Jean-Baptiste Épalle, S.M. † (19 luglio 1844 - 19 dicembre 1845 deceduto)
- Sebastianus Francovich, O.F.M. † (16 aprile 1861 - 30 ottobre 1864 deceduto)
- Giuseppe Durguth † (25 settembre 1865 - 10 novembre 1872 deceduto)
- Luigi Martucci † (21 dicembre 1874 - 23 dicembre 1880 succeduto vescovo di Penne-Atri)
- François-Louis Fleck † (13 maggio 1881 - 18 agosto 1886 succeduto vescovo di Metz)
- Jaime Cardona y Tur † (11 luglio 1892 - 4 gennaio 1923 deceduto)[9]
- Ramón Pérez y Rodríguez † (7 gennaio 1929 - 30 giugno 1930 nominato patriarca delle Indie Occidentali)
- Francesco Pascucci † (20 dicembre 1936 - 22 aprile 1943 nominato arcivescovo titolare di Nicea)
- Luis Alonso Muñoyerro † (12 dicembre 1950 - 23 settembre 1968 deceduto)